# Lucas Venuto
Lucas Henrique Ferreira Venuto (Governador Valadares, Brasil, 14 de enero de 1995) es un futbolista brasileño. Juega como extremo y su equipo es el Portuguesa.

## Clubes
| Club                  | País    | Año       |
| --------------------- | ------- | --------- |
| Red Bull Brasil       | Brasil  | 2012-2014 |
| F. C. Liefering       | Austria | 2014-2015 |
| SV Grödig (cedido)    | Austria | 2015      |
| SV Grödig             | Austria | 2015-2016 |
| F. K. Austria Viena   | Austria | 2016-2019 |
| Vancouver Whitecaps   | Canadá  | 2019      |
| Santos F. C.          | Brasil  | 2019-2021 |
| Sport Recife (cedido) | Brasil  | 2020-2021 |
| Guarani F. C.         | Brasil  | 2022      |
| Portuguesa            | Brasil  | 2023-     |